# Artur Duraj
Artur Duraj es un deportista albanés que compitió en halterofilia. Ganó una medalla de bronce en el Campeonato Europeo de Halterofilia de 1990, en la categoría de 60 kg.

## Palmarés internacional
| Campeonato Europeo | Campeonato Europeo | Campeonato Europeo | Campeonato Europeo |
| Año                | Lugar              | Medalla            | Categoría          |
| ------------------ | ------------------ | ------------------ | ------------------ |
| 1990               | Ålborg (Dinamarca) | Medalla de bronce  | 60 kg              |